# Андрогінно-периферійний агрегат стикування
Андрогінно-периферійний агрегат стикування (АПАС) — космічний стикувальний механізм, який використовується на Міжнародній космічній станції. Використовувався для стикування човників Шаттл і для з'єднання функціонально-вантажного блоку («Заря») з герметичним стикувальним перехідником (PMA-1). Аналогічна АПАС система, можливо, буде використовуватися китайським космічним апаратом «Шеньчжоу», що дозволить йому стикуватися з МКС. 
Пристрій Перший АПАС був створений Володимиром Сиром'ятниковим в КБ «Енергія» (м Корольов, Московська область) для проекту «Союз-Аполлон». Ідея з'явилася на противагу несиметричним системам типу «штир — конус» (на жаргонах також: «чоловік-дружина», «тато-мама», «актив-пасив»), щоб стикувальне кільце будь-якого АПАС могло стикуватися зі стикувальним кільцем будь-якого іншого АПАС, оскільки обидві сторони андрогінні. Кожен такий стикувальний агрегат може виконувати і активну, і пасивну роль (на жаргоні також: «універсал»), тому вони повністю взаємозамінні.[недоступне посилання з серпня 2019]

## Інтернет-ресурси
- Video of docking using APAS-95